# 485 Генуя
485 Генуя (485 Genua) — астероїд головного поясу, відкритий 7 травня 1902 року Луіджі Карнерою у Гейдельберзі.